# No-lugar

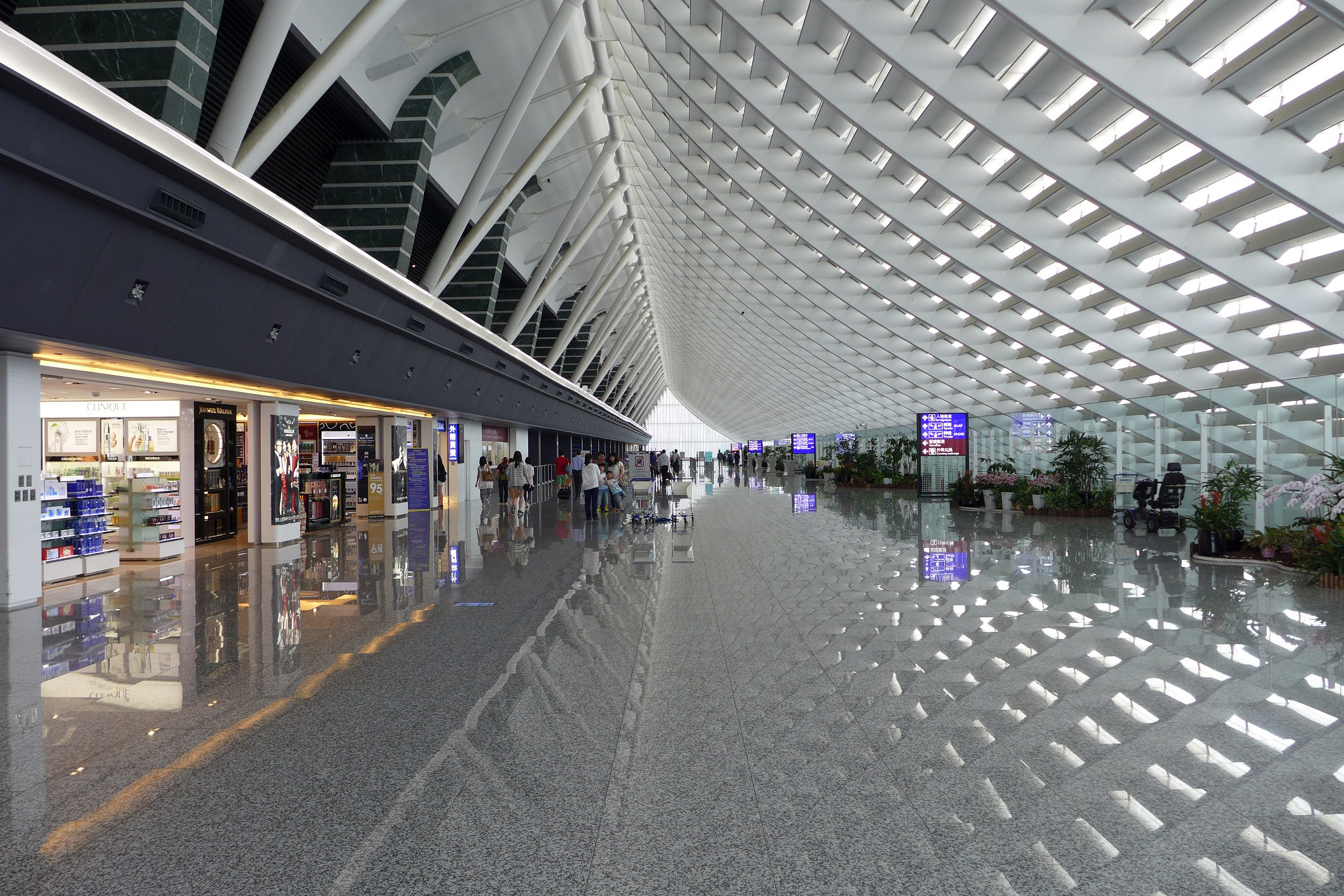
Ejemplo de no-lugar, la terminal 1 del Aeropuerto Internacional de Taiwán Taoyuan.

No-lugar es un concepto creado por el antropólogo Marc Augé, quien define al mismo como un espacio intercambiable donde el ser humano permanece anónimo. Se trata, por ejemplo, de medios de transporte, grandes cadenas hoteleras, supermercados y áreas de descanso, pero también de campos de refugiados. El sujeto (las personas) no viven allí y no se apropian de esos espacios, con los cuales hay más bien una relación de consumo.
El término es un neologismo introducido por Augé en su obra de 1992 Los no lugares, espacios del anonimato: una antropología de la sobremodernidad. La percepción de un espacio como no-lugar es, sin embargo, subjetiva: cada persona con su subjetividad puede ver un sitio dado como un no-lugar o como una encrucijada de relaciones humanas.

## ElNo-lugarsegún Marc Augé
El no-lugar se opone, en Marc Augé, a la noción de «lugar antropológico». El lugar ofrece a cada uno un espacio que incorpora a su identidad, en el cual puede encontrar otras personas con las que comparte referencias sociales. El lugar, según el enfoque de la «modernidad», integra lo antiguo y lo moderno.
Los no-lugares, al contrario, no son espacios de encuentro y no construyen referencias comunes a un grupo. Los no-lugares están producidos por la «surmodernité» o sobremodernidad, otro concepto desarrollado por Marc Augé. Finalmente, un no-lugar es un sitio en que se no-vive, en el cual el individuo habita de una manera anónima y solitaria. 
En 2012, veinte años después de Marc Augé, un investigador italiano de la Universidad de Bérgamo, Marco Lazzari, ha desarrollado una encuesta sobre una gran muestra de adolescentes que pone en evidencia que el centro comercial es un lugar donde los adolescentes no se encuentran por casualidad, ni en el solo objetivo de comprar algo, sino también para socializar, encontrar amigos y divertirse. Mientras que los centros comerciales están (al menos en Italia) todavía considerados peyorativamente por los adultos como no-lugares, parecen estar nativamente ligados a la identidad de la generación de los nativos digitales.